# Vladímir Semenets
Vladímir Ivànovitx Semenets (en rus Владимир Иванович Семенец) (Volsk, 9 de gener de 1950) va ser un ciclista soviètic, d'origen rus, que s'especialitzà en el ciclisme en pista.
Va participar en els Jocs Olímpics de 1972, a Múnic, en què guanyà una medalla d'or en tàndem, fent parella amb Igor Tselovalnykov. També va guanyar cinc medalles als Campionats del Món en pista.

## Palmarès
- 1972
  -  Medalla d'or als Jocs Olímpics de Múnic en Tàndem (amb Igor Tselovalnykov)
- 1973
  -  Campió de l'URSS en tàndem (amb Víktor Kopílov)
- 1974
  -  Campió de l'URSS en tàndem (amb Víktor Kopílov)